# Bajan-Ölgi
Bajan-Ölgi (Mongools: Баян-Өлгий) is een van de eenentwintig ajmguud (bestuurlijke regio's) van Mongolië. De hoofdstad is Ölgi.

## Geografie
De ajmag is gelegen in het meest westelijke deel van het land, en grenst aan Rusland en China. Ongeveer 40 km ten westen van Bajan-Ölgii begint Kazachstan. Binnen Mongolië zijn Uvs en Hovd de naburige provincies.

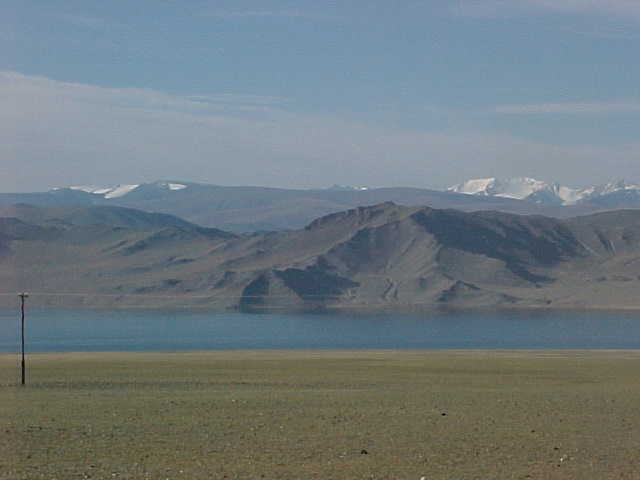
Tolbo-meer

Bajan-Ölgi is de hoogst gelegen provincie van Mongolië. Het grootste deel ligt in het Mongoolse deel van het Altajgebergte, waar dit overgaat in de Russische Altaj. Ongeveer 10% van het gebied is bedekt met bossen, voornamelijk bestaande uit Siberische lariks.
De Nairamdalpiek van de Tavan Bogd-Altaj (vijf-heiligen bergmassief) vormt het drielandenpunt. Ongeveer 2,5 km verder naar het zuiden op de Mongools-Chinese grens ligt het hoogste punt van Mongolië, de Hüjtenpiek met een hoogte van 4.374 m. Het massief heeft enkele gletsjers, zoals de 19 km lange Potaningletsjer, en is slechts toegankelijk voor ervaren klimmers met plaatselijke gidsen.
De Hovdrivier (de langste in de West-Mongoolse Grote Merendepressie) heeft zijn begin in deze provincie. De rivier wordt gevoed door de drie meren Khoton, Khoergan en Dajan, en mondt op zijn beurt uit in het Khar Nuur in de provincie Hovd. Het Tolbomeer op een hoogte van 2080 meter, is een zoutwatermeer gelegen op 50 km ten zuiden van de provinciehoofdstad.

## Bevolking
De bevolking van Bajan-Ölgi bestaat voor 93% uit Kazachen. De rest bestaat uit Urianhaj, Dörbet, Chalcha-Mongolen, Toevanen en Khoshut-Mongolen. Een groot deel van de bevolking spreekt Kazachs als moedertaal en Mongools slechts als tweede taal, of helemaal niet.
Na het einde van het communistisch tijdperk verhuisden veel inwoners naar hun historische thuisland Kazachstan, in de verwachting daar een betere toekomst te hebben. Dat leidde in de jaren 1991-1993 tot een daling van de bevolking met circa 28.000 personen, toen veel mensen naar Kazachstan vertrokken. Een behoorlijk aantal is later weer teruggekomen, zodat het bevolkingsaantal weer steeg. 
| 1956 census | 1963 census | 1969 census | 1979 census | 1989 census | 2000 census | 2009 schatting |
| ----------- | ----------- | ----------- | ----------- | ----------- | ----------- | -------------- |
| 38.800      | 47.800      | 58.100      | 71.400      | 90.900      | 94.094      | 93.017         |

## Cultuur

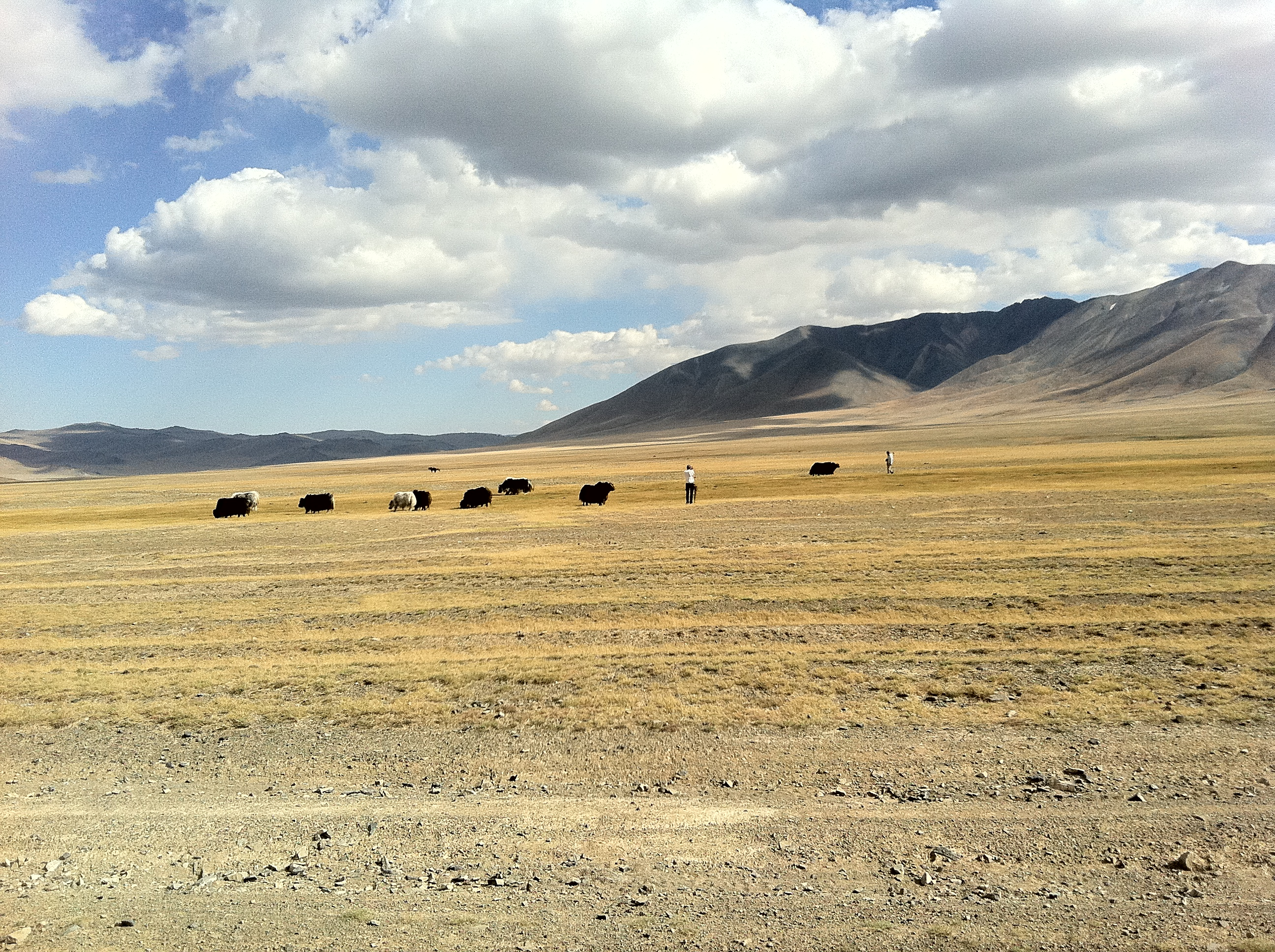
Landschap in Bajan-Ölgi

De cultuur van de Kazachse meerderheid is sterk beïnvloed door islamitische tradities. De moskee van de hoofdstad Ölgi huisvest ook het Islamitisch Centrum van Mongolië. Op dezelfde plaats is ook een madrassa (Islamitische school) gevestigd.
De ajmag staat bekend om zijn traditionele praktijk van jagen met adelaars. Hoewel deze praktijk ook elders ter wereld wordt bedreven, vooral in Kazachstan en Kyrgyzstan, komt ze het meest voor in Bajan-Ölgi, waar naar schatting 80% van de adelaar-jagers ter wereld woont. Het jaarlijkse Gouden Adelaar Festival waar de jagers hun vaardigheden kunnen tonen, wordt elke oktober in Ölgi gehouden. Per jaar doen er ongeveer 70 jagers mee.

## Verkeer
Het vliegveld van Ölgi heeft sinds 2012 een verharde baan. Er zijn regelmatige vluchten op Ulaanbaatar en Hovd en onregelmatige op Ulaangom en Moron in Mongolië en Almaty in Kazachstan.
De ajmag Bajan-Ölgi heeft grensovergangen met Rusland en China. Het Tsagaannuur grensstation met Rusland is het hele jaar geopend en is de handigste routen voor reizen naar Kazachstan. Dit grensstation heeft geen immigratiekantoor, een eventueel visum moet verkregen worden voordat men naar de grens gaat. Het Taikeshken-grensstation naar China is alleen in de zomer open, door de hoge bergpassen is dit traject in de wintermaanden slecht begaanbaar.
In Bajan-Ölgi zijn er buiten de hoofdstad slecht enkele verharde wegen. De helft van de route naar Tsaagannuur (30 km van de grens) is verhard. De verharding van de hele route vanaf de grens tot Ulaanbaatar is gepland. Het deel van Övörhangaj naar Ulaanbaatar is gereed, of 600 km van de totale afstand van 1600 km.
Er is een regelmatige busdienst tussen Ölgi en Ulaanbaatar, die drie keer per week vertrekt. De non-stop reis duurt 48 uur onder gunstige omstandigheden, maar ook wel drie tot 5 dagen. Onderweg wordt gestopt voor maaltijden en rustpauzes.

## Nationale parken
Het Nationaal Park Altaj Tavan Bogd heeft een oppervlakte van 6.362 km², het ligt ten zuidoosten van de hoogste berg van Mongolië, langs de grens met China. In het park liggen de meren Khoton, Khurgan en Dajan. Het beschermde gebied is leefgebied voor meerdere soorten bergdieren, zoals de argali, steenbok, edelhert, steenmarter, eland, tetraogallus en steenarend.
Het Höch Serhiin Nuruu Protected Area (659 km²) en het Siilchemiin Nuruu Nationaal Park (1.428 km²) zijn van vergelijkbaar karakter.
Het Develiin Aral Natuurreservaat (103 km²) ligt rondom het Develiin eiland waar de rivieren Lsan Hooloi en Hovd samenkomen. Het biedt bescherming aan verschillende vogels en dieren waaronder de fazant, wild zwijn en bever.
Het Nationaal Park Tsambagarav Uul beslaat 1.115 km² rond de gletsjers nabij de provincie Hovd, hier leeft onder andere de zeldzame sneeuwluipaard.

## Administratieve indeling

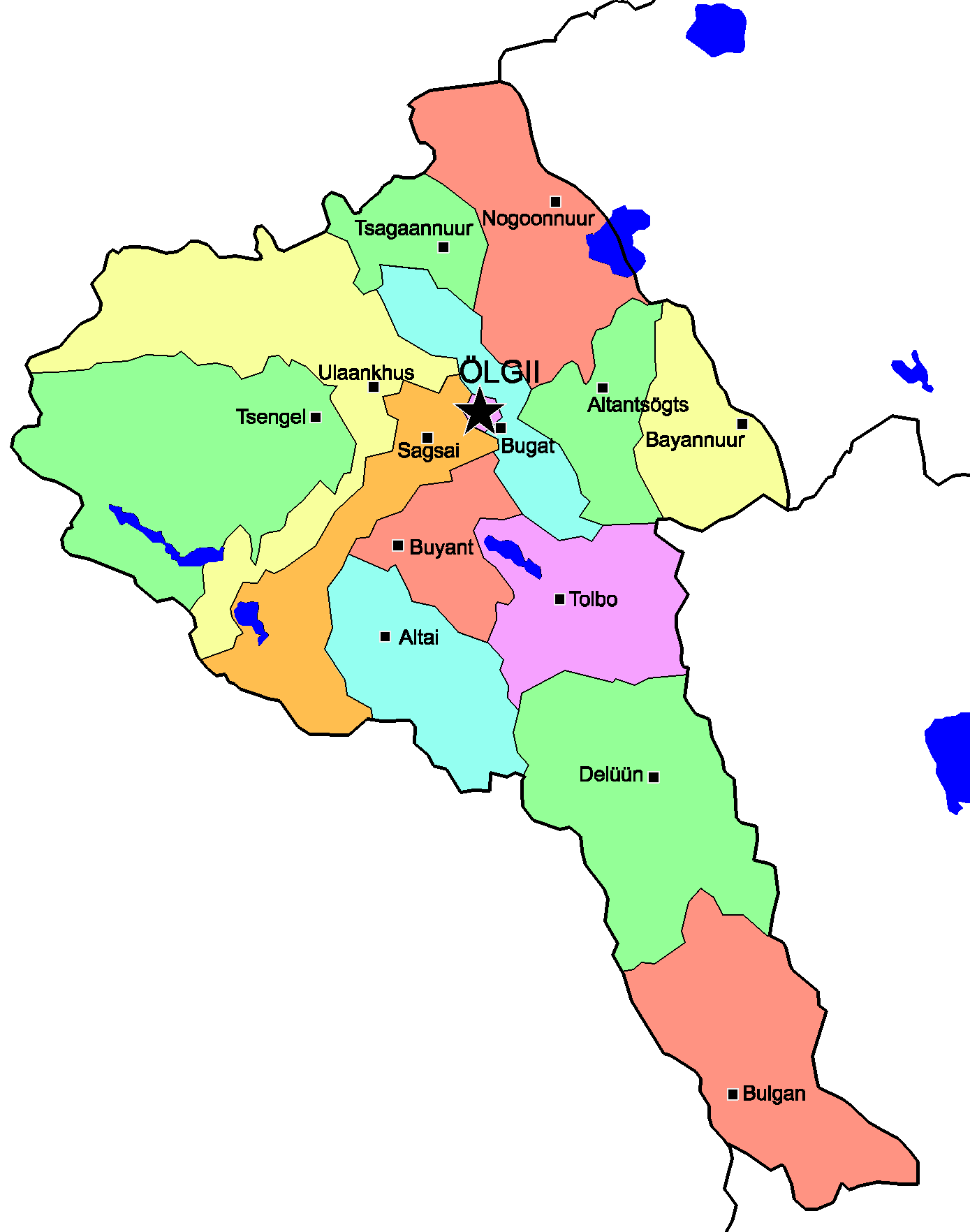
Sums van Bajan-Ölgi

Naast de hoofdstad Ölgi met circa 34.500 inwoners (2017), zijn de enige wat grotere woonkernen Nogonnuur (2200 inwoners) en Tsengel (2000 inwoners).
Arhangaj · Bajan-Ölgi · Bajanhongor · Bulgan · Darhan-Uul · Dornod · Dornogovĭ · Dundgovĭ · Govĭ-Altaj · Govĭsümber · Henti · Hovd · Hövsgöl · Ömnögovĭ · Orhon · Övörhangaj · Selenge · Sühbaatar · Töv · Uvs · Zavhan